# Campanya dels Set Anys (1399-1404)
La Campanya dels Set Anys fou la darrera campanya de Tamerlà (va morir quan iniciava la següent) i estava prevista per durar set anys, però no va arribar a cinc anys (si bé se cert que es va desenvolupar en sis anys diferents) iniciant-se el setembre de 1399 i acabant a l'agost del 1404. Va tenir les següents fases:

## Ruta de l'exèrcit del Khurasan
La Ruta de l'exèrcit del Khurasan de 1399 va ser la ruta que va seguir l'exèrcit del Khurasan durant la Campanya dels Set Anys. Tamerlà va enviar emissaris al Khurasan (província mongola) per ordenar al seu fill Xah Rukh (que feia dos anys havia estat nomenat viorrei o governador de la regió) la mobilització de les forces locals.
El príncep va obeir i va reunir les tropes amb les que va marxar cap a Tabriz per la via de Bistam i Damghan. A Jadgeron va trobar a Tukel Karkari que portava l'ordre de dirigir-se cap a Shuman, Astarabad i Sari al Mazanderan; aquesta ruta era mes complicada perquè el camí tenia molta herba verinosa i molts cavalls en van menjar i van morir; finalment però l'exèrcit va arribar a Firuzkuh al sud-oest del Mazanderan.

## Xina dels Ming a la mort de Tai Tsu
La China dels Ming va patir el 1399 la mort de l'emperador Tai Tsu. El 1399 l'emperador Ming, Tai Tsu, va morir, deixant al seu net de setze anys i hereu, Hui Ti, havent de lluitar per retenir el poder. Tamerlà es va assabentar d'aquesta notícia poc després del seu retorn de l'Índia, però ja estava decidit a marxar cap a l'oest, a Síria, Egipte i a la guerra amb Baiazet I. A través de la seva xarxa d'espies, diplomàtics i comerciants, Tamerlà es va mantenir informat sobre l'estat de les coses al cor de la Xina. El jove governant fou pressionat per un dels seus oncles insatisfets, el príncep de Pequín, que aspirava al tron imperial i l'exèrcit del qual era el més poderós de l'imperi. Declarant que era el lleial servent de l'emperador, el príncep va dirigir les seves forces cap al sud en el que va anomenar "Guerra per Pacificar els problemes". Sota la disfressa de lluitar contra els ministres de la cort que, segons va afirmar, eren pertorbadors de la pau, el príncep va fer la seva candidatura pel poder suprem. La guerra duraria quatre anys. Quan Pekín i els seus territoris estaven en plena desorganització serà quan Timur començarà a preparar el seu darrer objectiu: l'atac a l'Imperi Celestial.

## Setena campanya de Geòrgia
La setena campanya de Geòrgia del 1401 fou una expedició militar de les forces de Tamerlà a aquest regne feta el 1401. Després de sortir de Mardin Timur va enviar als prínceps Sultan Husayn Mirza, Pir Muhàmmad ibn Úmar Xaykh, l'amir Jahan Xah Bahadur i altres cap a Alinjak amb ordres de apoderar-se definitivament d'aquesta fortalesa i després fer una ràtzia a Geòrgia; Alinjak ja estava assetjada per tropes timúrides sota l'amir Muhammad Daruga (amir de Miran Shah) i Firuz Shah (amir de Xah Rukh). El contingent enviat es va dirigir allí mentre Timur seguia via Sivas.
En camí els assetjats d'Alinjak, que no disposaven ja de menjar i estaven feia temps menjant cuiro i coses similars per enganyar la gana, es van acabar rendint. A Awnik els prínceps van saber que Alenjik s'havia rendit i es van dirigir directament cap a Geòrgia que van començar a devastar. El rei Jordi VII els va escriure protestant, al·legant que no hi havia motiu per la incursió ja que ell mateix era un dels mes fidels servidors de Timur; els prínceps es van aturar i van enviar un correu a Timur; van acampar a Menkul que era un lloc fresc adient per passar l'estiu, esperant la resposta de l'emperador.
Timur es preparava per a un enfrontament important amb la dinastia otomana i, aparentment, va desitjar congelar la situació existent a Geòrgia, fins a poder tornar a tractar-la de manera més decidida i exhaustiva. Així, va fer la pau amb el rei Jordi a condició que aquest li proporcionés tropes i concedís privilegis especials als musulmans. Timur, però, va emprendre algunes mesures preventives i va atacar la guarnició de Tortumi a Geòrgia, enderrocant la ciutadella i saquejant els voltants.